# Природні небезпеки
Природні небезпеки вивчає фізична географія, динамічна геологія, астрофізика, космогонія, космологія.

## Катастрофічні природні геологічні небезпеки
Ті з них, прояви яких є небезпечними для людства, потрапляють у розряд катастрофічних і стають предметом геоекологічних досліджень. Це, в першу чергу, такі ендогенні процеси, як вулканізм і землетруси, а також діяльність підземних вод, що зумовлює зсуви і карст, або поверхневих вод, що народжують селеві потоки в гірських районах, повені, цунамі. Всі подібні процеси стають небезпечними в тому випадку, коли людиною виконано будівництво без їх урахування, в так званій небезпечній зоні. Іноді подібні катастрофи — результат технічних або інженерно-геологічних прорахунків (наприклад, руйнування греблі річковим паводком, будівництво будівель без урахування сейсмічності району). Всі подібні явища стають предметом геолого-екологічних спостережень.
Аналіз людських жертв від природних катастроф показує, що найбільше людина страждає від водної стихії — повені і цунамі. Це природно, тому що більшість поселень зосереджено в долинах великих річок, здатних забезпечити розвиток сільського господарства, або на мальовничих морських узбережжях, зручних для проживання і відпочинку. Досить підступною є і зовні непомітна сейсмічність, яка, однак, може проявлятися епізодичними катастрофічними «струсами». Землетруси часто руйнували великі міста. Крім того, їх передбачення поки ще перебуває в стадії розробки. Найчастіше число жертв визначається не силою землетрусу, а непідготовленістю самих міст і населення до цього стихійного лиха. Потрібно підкреслити, що такі процеси проявляються нерівномірно в часі, про що свідчить різка їх активізація протягом 1983—1989 років.
Більш зрозумілим є поселення по сусідству з діючими вулканами; це очевидний ризик. Проте жителі багатьох барвистих районів Середземномор'я, східних околиць Індійського океану або західних околиць Америки нехтують небезпекою такого сусідства.
Загальний підсумок проявів природних катастроф такий. За останнє сторіччя від повеней у світі загинуло 9 млн чол., від землетрусів і ураганів — 2 млн чол., від вулканічних вивержень до 50 тис. чол., від посух до 2 млн чол.
Таким чином, катастрофічні процеси, пов'язані з впливом гідросфери, майже на порядок перевищили число жертв у порівнянні з подіями в надрах, літосфері.

## Природні геофізичні процеси, наслідки яких є негативними для людини
Крім природних процесів, що трактували як катастрофічні, існує досить велика їх група, яка може належати до негативних. Відносно невеликі обсяги їх проявів зазвичай не можуть розглядатися як катастрофічні; таку загрозу несуть лише великі масштаби їх поширення. До числа таких слід відносити наступ моря або пустель, засолення ґрунтів або скорочення ґрунтового шару, зміна клімату внаслідок порушення рослинного покриву, розростання або скорочення водних басейнів, інші природні або техногенні екологічні зміни довкілля. Такі питання в більшості своїй вивчає географічний напрям екології. Але геологія, більш повно володіє палеографічною інформацією, найчастіше самостійно береться вирішувати деякі з них.
Прикладом природної зміни довкілля може бути розростання пустель, яке спостерігається вже в період існування людини, ізоляція окремих морських басейнів і зміна солоності їх вод, що ми бачимо при ліквідації басейну Паратетіса та утворення з його частин Аральського і Каспійського морів. А також затоки Кара-Богаз-гол у складі останнього або затоки Сиваш в Чорному морі. Протягом четвертинного періоду фіксується досить велика кількість потеплінь і похолодань, різко змінюють екологічні обстановки на великих площах. В даний час скорочується крижаний покрив в Антарктиді і на вершинах гір. У ряді випадків природні процеси прискорюються або посилюються діяльністю людини, виразними прикладами якої є різке скорочення площі Аральського моря, штучне створення випарників на Сиваші, осушення заболочених площ в Поліссі. Особливу групу природних процесів і явищ становить багаторічна мерзлота, що займає великі площі приполярних районів Землі, яка ускладнює життя людини і навіть органічного світу в цілому в цих регіонах.